# François-Dominique Laurens de Choisy
François-Dominique Laurens de Choisy, né le 4 août 1783 à Saint-Louis (île Saint-Domingue) et mort le 23 octobre 1839 dans l'ancien 2e arrondissement de Paris, était un officier de marine et administrateur colonial français.

## Biographie
Entré dans la Marine d'état sous le Premier Empire, Laurens de Choisy est nommé lieutenant de vaisseau le 7 mai 1812. Il sert comme lieutenant en second dans les Marins de la Garde impériale durant les campagnes de 1813 et 1814. Promu capitaine de frégate le 17 août 1822, puis capitaine de vaisseau de 2e classe le 31 décembre 1828, ce grand navigateur parcourt les océans.  
Membre de la Société nationale académique de Cherbourg, il publie quatre communications dans la revue savante de cette institution, et est un des bienfaiteurs du musée ouvert par la cité dans une salle de l’hôtel de ville en 1832, auquel il fait don d'un précieux cratère grec rapporté de ses voyages. Ce vase antique a été identifié par la suite comme provenant d'un atelier de Mélos.
Major puis commandant du corps des équipages de ligne dans la Manche en 1833, Laurens de Choisy est élevé au rang de capitaine de vaisseau de 1e classe le 8 février 1836. Par une ordonnance du même jour, il est nommé gouverneur de la Guyane française en remplacement de Jean Jubelin. Il prend possession de ses fonctions à Cayenne le 11 avril 1836. Il y fonde une école pour les enfants noirs. Mais, sous l'influence de son homologue hollandais du Suriname, il gère avec maladresse les contacts avec la peuplade des Bonis, descendant de Noirs marrons originaires du Suriname. En avril 1837, quatre Bonis qui s'étaient présentés pacifiquement au poste militaire d'Oyapock sont fusillés par le chef de poste, en application des consignes de rigueur prescrites par le gouverneur. L'événement souleva une forte émotion à Cayenne et fut portée devant le conseil colonial de la Guyane, qui demanda des explications au gouverneur. Saisi à son tour de l'affaire, le ministre de la Marine décide de rappeler Laurens de Choisy, dont le successeur Paul de Nourquer du Camper est installé le 27 octobre 1837.
De retour en métropole, le gouverneur destitué est reclassé dans la place laissée vacante par son remplaçant au sein du Conseil des travaux de la Marine, sinécure qu'il occupe jusqu'à son décès.
Le capitaine de vaisseau Laurens de Choisy était franc-maçon. Il avait été fait chevalier de la Légion d'honneur en 1814, chevalier de l'ordre de Saint-Louis en 1819 et enfin officier de la Légion d'honneur.

## Publications
- « Extrait d’un voyage sur les côtes de l’Afrique, archipel, Asie mineure et Grèce », Mémoires de la Société nationale académique de Cherbourg, volume 1, 1833.
- « Voyage sur la côte de la Grèce », Mémoires de la Société nationale académique de Cherbourg, volume 2, 1835.
- « Médaille frappée à Scio à l’effigie d’Homère », Mémoires de la Société nationale académique de Cherbourg, volume 2, 1835.
- « Massacre des habitants de Scio par le Capitan-Pacha », Mémoires de la Société nationale académique de Cherbourg, volume 2, 1835.

## Sources
- Dossier de Légion d'honneur du capitaine de vaisseau Laurens de Choisy.
- Annuaire de la Guyane française, 1861, p.67.
- Annales maritimes et coloniales (volume 68), édité en 1816.
- Dictionnaire des marins francs-maçons, gens de mer et professions connexes, L'Harmattan, 2011, p.306-307.